# Presidenti della Knesset
Il presidente della Knesset (in ebraico: יוֹשֵׁב רֹאשׁ הכנסת, Yoshev Rosh HaKnesset) è il presidente del parlamento unicamerale israeliano. Il presidente funge anche da presidente di Israele quando il presidente è inabile. L'attuale presidente è Yariv Levin.
Fino ad oggi, Nahum Nir di Ahdut HaAvoda è l'unico presidente a non provenire dal partito al potere, sebbene in due casi (Avraham Burg e Reuven Rivlin) il partito del presidente (rispettivamente Una Israele e Likud) abbia perso il potere durante il loro mandato.
Il presidente dovrebbe agire in maniera non incisiva, ma occasionalmente può prendere parte a dibattiti ed è autorizzato a votare; inoltre è assistito da un numero di vicepresidenti della Knesset (attualmente 10).

## Presidenti della Knesset (1949-presente)
| Presidente | Presidente | Presidente                                               | Presidente        | Presidente       | Presidente             | Knesset        |
| Nr         | Ritratto   | Nome (Nascita-Morte)                                     | Mandato           | Mandato          | Partito                | Knesset        |
| ---------- | ---------- | -------------------------------------------------------- | ----------------- | ---------------- | ---------------------- | -------------- |
| 1          |            | Yosef Sprinzak יוסף שפרינצק (1885–1959)                  | 14 febbraio 1949  | 28 gennaio 1959  | Mapai                  | 1, 2, 3        |
| 2          |            | Nahum Nir נחום ניר (1884–1968)                           | 2 marzo 1959      | 30 novembre 1959 | Ahdut HaAvoda          | 3              |
| 3          |            | Kadish Luz קדיש לוז (1895–1972)                          | 30 novembre 1959  | 17 novembre 1969 | Mapai, Allineamento    | 4, 5, 6        |
| 4          |            | Reuven Barkat ראובן ברקת (1906–1972)                     | 17 novembre 1969  | 5 aprile 1972    | Allineamento           | 7              |
| 5          |            | Yisrael Yeshayahu Sharabi ישראל ישעיהו שרעבי (1908–1979) | 9 maggio 1972     | 13 giugno 1977   | Allineamento           | 7, 8           |
| 6          |            | Yitzhak Shamir יצחק שמיר (1915–2012)                     | 13 giugno 1977    | 10 marzo 1980    | Likud                  | 9              |
| 7          |            | Yitzhak Berman יצחק ברמן (1913–2013)                     | 12 marzo 1980     | 20 luglio 1981   | Likud                  | 9              |
| 8          |            | Menachem Savidor מנחם סבידור (1917–1988)                 | 20 luglio 1981    | 13 agosto 1984   | Likud                  | 10             |
| 9          |            | Shlomo Hillel שלמה הלל (1923–)                           | 11 settembre 1984 | 20 novembre 1988 | Allineamento           | 11             |
| 10         |            | Dov Shilansky דב שילנסקי (1924–2010)                     | 21 novembre 1988  | 13 luglio 1992   | Likud                  | 12             |
| 11         |            | Shevah Weiss שבח וייס (1935–)                            | 13 luglio 1992    | 24 giugno 1996   | Laburista              | 13             |
| 12         |            | Dan Tichon דן תיכון (1937–)                              | 24 giugno 1996    | 7 giugno 1999    | Likud                  | 14             |
| 13         |            | Avraham Burg אברהם בורג (1955–)                          | 6 luglio 1999     | 17 febbraio 2003 | Una Israele, Laburista | 15             |
| 14         |            | Reuven Rivlin ראובן ריבלין (1939–)                       | 19 febbraio 2003  | 4 maggio 2006    | Likud                  | 16             |
| 15         |            | Dalia Itzik דליה איציק (1952–)                           | 4 maggio 2006     | 30 marzo 2009    | Kadima                 | 17             |
| (14)       |            | Reuven Rivlin ראובן ריבלין (1939–)                       | 30 marzo 2009     | 5 febbraio 2013  | Likud                  | 18             |
| 16         |            | Yuli-Yoel Edelstein יולי-יואל אדלשטיין (1958–)           | 18 marzo 2013     | 25 marzo 2020    | Likud                  | 19, 20, 21, 22 |
| 17         |            | Benny Gantz בני גנץ (1959–)                              | 26 marzo 2020     | 15 maggio 2020   | Blu e Bianco           | 23             |
| 18         |            | Yariv Levin יָרִיב גִּדְעוֹן לֵוִין (1969–)                      | 17 maggio 2020    | 13 giugno 2021   | Likud                  | 23             |
| 19         |            | Mickey Levy מִיקִי לֵוִי (1951–)                             | 13 giugno 2021    | 13 dicembre 2022 | Yesh Atid              | 24             |
| (18)       |            | Yariv Levin יָרִיב גִּדְעוֹן לֵוִין (1969–)                      | 13 dicembre 2022  | 29 dicembre 2022 | Likud                  | 25             |
| 19         |            | Amir Ohana אָמִיר אוֹחָנָה (1976–)                            | 29 dicembre 2022  | in carica        | Likud                  | 25             |